# Jorge Lencina
Jorge Daniel Lencina (* 26. března 1975 Córdoba) je argentinský zápasník – judista.

## Sportovní kariéra
Vrcholově se připravoval v Buenos Aires ve sportovním tréninkovém centru CeNARD pod vedením Luise Beníteze. V argentinské mužské reprezentaci se pohyboval od roku 1994 v superlehké váze do 60 kg. V roce 1996 a 2000 se účastnil olympijských her. Při obou startech prohrál v úvodním kole před časovým limitem na ippon. Od roku 2001 startoval ve vyšší pololehké váze do 66 kg. V roce 2004 startoval na svých třetích olympijských hrách v Athénách, kde v úvodním kole prohrál na ippon technikou uči-mata s Japoncem Masato Učišibou. V opravách se do bojů o medaile neprobojoval a obsadil dělené 7. místo.
Jeho sportovní kariéru ovlivnil v dalších letech zhoršující se glaukom, kvůli kterému přestoupil mezi zrakově postižené sportovce. V roce 2008, 2012 a 2016 se účastnil Paralympijských her a vybojoval dvě bronzové paralympijské medaile.

## Výsledky
| Turnaj                  | 1995            | 1996            | 1997            | 1998            | 1999            | 2000            | 2001           | 2002           | 2003           | 2004           |
| Turnaj                  | 20              | 21              | 22              | 23              | 24              | 25              | 26             | 27             | 28             | 29             |
| Turnaj                  | superlehká váha | superlehká váha | superlehká váha | superlehká váha | superlehká váha | superlehká váha | pololehká váha | pololehká váha | pololehká váha | pololehká váha |
| ----------------------- | --------------- | --------------- | --------------- | --------------- | --------------- | --------------- | -------------- | -------------- | -------------- | -------------- |
| Olympijské hry          |                 | úč.             |                 |                 |                 | úč.             |                |                |                | 7.             |
| Mistrovství světa       | úč.             |                 | úč.             |                 | úč.             |                 | —              |                | —              |                |
| Panamerické hry         | 3.              |                 |                 |                 | 3.              |                 |                |                | 7.             |                |
| Panamerické mistrovství |                 | —               | 2.              | ?               | —               | —               | 1.             | ?              | 3.             | 5.             |
| Jihoamerické hry        |                 |                 |                 | ?               |                 |                 |                | 1.             |                |                |